# Hadžiluk
Hadžiluk ili hadž (arap. حج [Ḥaǧǧ]), godišnje je hodočašće muslimana u Meku, i predstavlja jedan od pet stubova islama.
Svaki punoletni musliman po verskom zakonu dužan je bar jednom u životu, ako je sposoban, da ode na hadžiluk. Obavezu ne moraju ispuniti robovi i oni koji su poremećenog uma. Takođe, hadžiluk nije obavezan za one koji zbog manjka životnih sredstava ne mogu da priušte put ili životinju za nošenje tereta.
Kaže se da je Muhamed rekao da je hodočašće neka vrsta kazne. Razlog za to je činjenica da hadžiluk može pasti u bilo kojoj sezoni, a najteže je leti i tegobe putovanja znaju biti za mnoge hodočasnike fatalne.
Hadž je peti stub islama. Ono se vrši tokom prvih deset dana zulhidže (dvanaesti mesec islamskog kalendara).
Hadž se sastoji iz: 
- puta u Meku;
- dolaska u Meku;
- svetkovine hadžiluka.

Ono obuhvata devet osnovnih obreda:
- oblačenje ihrama „odore osvećenja“;
- tavafa ili obilaženje Ćabe;
- stajanje na visoravni Arafat;
- noćenje u Muzdelifi;
- “kamenovanje”
- (kurban / prinošenje žrtve)

## Predislamski hadžiluk i poreklo islamskog hadžiluka
Istraživanje primarnog smisla korena reči hadžiluk zaustavlja se na pretpostavkama različite verodostojnosti. Arapski pisci rečnika daju značenje „uteći nekuda“, što bi odgovaralo srpskom pojmu „hodočašće“. U predislamsko doba su postojala dva vašara u mesecu zulkadi, i to u Ukazu i u Medženi. Nakon toga sledio je vašar u u Zu `L-Medžažu, odakle je narod išao pravo na Arafat.
Ovaj hadž u Arafatu nema nikakvo lokalno obeležje, zato što je hodočašće u svetilišta stari semitski običaj, koji se smatra neizbežnom dužnošću. I u samoj Arabiji bilo je nekoliko mesta za hodočašća, gde su se održavale svečanosti slične onoj prilikom arafatskog hadža.
Arafatski hadžiluk dešavao se 9. zulhidže, u njemu su učestvovala različita arapska plemena, i to je bilo moguće samo onda kada je u zemlji vladao mir.
Značenje verskih svetkovina već tada je bilo mnogo manje za narodne mase. Može se utvrditi da je glavni deo svečanosti bio wuqūf „sastanak“ u ravnici pored Arafata; islamski hadžiluk bez tog dela ne bi bio potpun. Navodi se da je Muhamed prilikom Oproštajnog hodočašća rekao „čitav je Arafat mesto stajanja, čitava je Muzdelifa mesto stajanja, čitava je Mina mesto žrtvovanja“. Ne zna se da li je dan pod Arafatom bio dan posta ili ne.
Kasnije, čim bi se stiglo u Minu, počelo bi se sa žrtvovanjem. To je deseti dan meseca zulhidže i još uvek se zove danom jutarnjih žrtvi. U starim vremenima posebnim znakovima obeležavale su se kamile koje su bile predviđene za žrtvovanje; npr. okačili bi im o vratove dve sandale.
Kada je u pitanju poreklo islamskog hadžiluka, ni sam Muhamed se nije uvek isto odnosio prema hadžiluku. On se za njega prvi put zainteresovao u Medini. Tome je bilo više razloga, kao na primer dobar ishod bitke kod Bedra. U periodu kada pada objava o Ibrahimovoj veri, na koju se Kur`an poziva kao na izvorni oblik judaizma i islama, Ćaba postaje središte verskog zanosa. U tom razdoblju se hadžiluk počeo smatrati dužnošću prema Bogu.
Muhamed je 626. god. utvrdio svetkovinu u Kabi; ali je tek nakon osvajanja Meke, 629. god. dobio mogućnost da tu svetkovinu javno proslavi. Tu priliku nije iskoristio sam, vec je 630. godine poslao Ebu Bekra da predvodi hodočasnički karavan u Meku. Godine 631. Muhamed je sam vodio hadžiluk, koji se naziva oproštajno hodočašće. Opis ceremonije, koju je tada Muhamed obavio, u bitnim crtama odgovara onima koje će se kasnije obavljati.

## Islamsko hodočašće

### Put u Meku
Obaveza svakog vernika, ako mu zdravlje i materijalne mogućnosti dozvoljavaju da putuje i obavlja propisne obrede je put u Meku na tzv. hadžiluk.

### Dolazak u Meku
Svete svečanosti vrše se u odgovarajućem svetom stanju, stoga svaki hodočasnik mora uzeti ihram čim krene od kuće. Ali kako to u većini slučajeva nije moguće, to oni obično ulaze u sveto stanje tek kada se približe svetoj zemlji. U Meku treba ući kao muhrim (obučen u neorubljenu haljinu), a zatim izvršiti ‘umrah (manje putovanje). Svakog prati vodič, koji svakom prilikom izgovara svete reči, a njegov štićenik ih ponavlja za njim. Nakon što sedam puta obiđe Kabu (tawaf) i sedam puta (sa’y) pretrči udaljenost između brežuljka al-Safa i uzvišenja Marwah, hodočasnik može odrezati kosu i izaći iz ihrama.

### Svetkovina hadžiluka
Sedmog dana u Kabi, hodočašnici se pripremaju za svetovnu ceremoniju. Uveče istog dana ili ujutru sledećeg hodočasnici napuštaju Meku. Osmi dan ili „dan vlaženja“‚ tada se hodočasnici obezbeđuju vodom za naredne dane. Ide se preko Mine i Muzdelife i stiže se na planinu Arafat gde je predviđeno stajanje. Mnogi se penju na sveto brdo ponavljajući svete reči za vodičem. Noć provode ponavljajući molitve (pobožni hodočasnici), a drugi se zabavljaju na svetovan način.
Kada se stigne do Muzdelife, zajedno se služe večernja i povečernja molitva i tako prolazi noć. Sutradan se kreće za Minu. Tu svaki hodočasnik mora da baci sedam malih kamenova u jednu od tri tzv. džemre. Prema islamskom tumačenju radi se zapravo o kamenovanju šejtana (Sotone) koji se prema tumačenju tu ukazao poslaniku Ibrahimu, a on ga je na isti način oterao. Nakon toga hadžiluk se primiče kraju i slede još neke svetkovine, najpre žrtvena svečanost. Nakon žrtvovanja valja brijati glavu. Nakon toga može se odbaciti ihram i vratiti se u svetovno stanje ihlal. Ali hodočasnicima nije dopušteno da se vrate svim dnevnim poslovima. Zatim se oni vraćaju u Meku, navlače običnu odeću i kupaju se, što je vrlo poželjno nakon svetog stanja. Obično se pije sveta voda iz Zemzema ili se njom čovek prska.

## Osnovni obredi

### Ihram
Oblačenje „odore osvećenja“ koja se sastoji iz dva komada nešivenog sukna za muškarce, a kod žena pokriva sve delove tela osim lica, šaka i stopala. Učinivši to, pojedinac podleže određenim zabranama, mora se uzdržavati onoga što je propisano u vezi sa postom meseca ramazana i drugog, kao što je zabrana seksualnih odnosa, mora se pridržavati specijalnih odredbi koje mu zabranjuju prolivanje krvi, lov tj. ubijanje životinja ili insekata, čupanje biljaka iz korena i uklanjanja dlaka sa tela.

### Tavaf
Tavaf je obilaženje oko Kabe, poznate i kao Božji Dom (Bejtulah) u središtu Velike Džamije u Meki. (Termin cikumambulacija se ovdje ne može koristiti, jer značenje ne odgovara praksi islamskog načela ovilaska Kabe.) Taj obred sastoji se iz obilaženja Kabe sedam puta u pravcu suprotnom od kretanja kazaljki na satu. Prilikom Tavafa, vjernik se obraća svome Gospodaru, gdje može tražiti sve šta mu je na duši. 
Obilazeći Kabu, mnogi hodočasnici pokušavaju da dodirnu „Crni Kamen“ (al-haǧar al-aswad), kamen za koji se veruje da je poslat sa neba i da su ga u jedan ugao Kabe stavili poslanici Ibrahim i Ismail. Hodočasnici takođe treba da izvrše „obred sa’ja“, sedmostruki put sa’y između obližnjeg brežuljka al-Safa i uzvišenja Marwah, koje leži nasuprot njemu. Muslimani, prema njihovom verovanju, obavljaju ovaj sa’y kao uspomenu na događaj kada je Hadžera, robinja poslanika Ibrahima, trčala tamo-amo sedam puta između ova dva uzvišenja tražeći izvor za svog malog žednog sina Ismaila. Ova dva poslednja obreda izvode mnogi, oni nisu zvanični deo hodočašća.

### Stajanje u Arafatu
Zaustavljanje u ravni jugoistočno od Meke, devetog dana, makar i na kratko vreme. Oni koji uspeju da sebi obezbede mesto i u stanju su da duže ostanu, imaju mogućnost da slušaju molitvu koja dolazi iz visina planine Arafat. Time se oživljava poslednje hodočašće proroka Muhameda koji je svoju oproštajnu molitvu izgovorio s tog mesta.

### Noćenje u Muzdelifi
Provođenje noći u mestu Muzdelifa, u blizini Meke.

### Kamenovanje
Ceremonija bacanja kamena obavlja se na putu za dolinu Mina u Džemrat ‘Aqabi. Kamenovanje tri mesta na kojima je, po muslimanskom predanju, Satana iskušavao proroka Ibrahima. To se čini jednom pre podnošenja žrtve u Mini, a zatim još jednom tokom dva dana nakon žrtvovanja.

### Prinošenje žrtve
Prinošenje žrtve životinje (obično ovce ili koze, a ponekad krave ili kamile) u mestu zvanom Mina u znak sećanja na to da je Bog prihvatio da umesto proroka Ismaila bude žrtvovana ovca. Muslimani se ne slažu sa biblijskim predanjem o Ismailu koje tvrdi da ovaj predak Arapa nije mogao da bude „prvorođeni“ sin, te prema tome ni naslednik proroka Ibrahima, jer ga je rodila robinja Hagara, a ne Ibrahimova slobodna žena Sara. Za razliku od hrišćanstva ili judaizma, u islamu dete ženske robinje i dete slobodne žene su podjednako zakoniti i oba polažu pravo na nasleđe od oca. Zato muslimani veruju da je prorok Ibrahim nameravao da prinese svog prvorođenog sina Ismaila na žrtvu Bogu, a ne drugorođenog sina Ishaka. Takođe veruju da su Ibrahim i Ismail, kad je ovaj drugi postao punoletan, sagradili za Boga hram Kabu u Meki.

### Ponavljanje cirkumambulacije
Ponavljanje cirkumambulacije Kabe još sedam puta.

### Pijenje vode iz Zemzem bunara
Pijenje vode iz bunara zvanog Zemzem (penušanje) u dvorištu Velike Džamije u Meki, na mestu gde muslimani veruju da je Bog omogućio Hagari i njenom malom sinu Ismailu da se napiju vode dok su lutali pustinjom.

### Vršenje molitve
Vršenje dva ciklusa kanonske molitve na mestu zvanom Ibrahimovo molilište (Makam Ibrahim), gde su se, po verovanju, proroci Ibrahim i Ismail zajedno molili nakon što su sagradili Kabu.

## Zahtevi od hodočasnika
Minimalni zahtevi hadžiluka su nošenje ihrama, stajanje u Arаfatu i druga cirkumambulacija Kabe. Iako se hadžiluk može dovršiti i bez izvođenja ostalih obreda, od hodočasnika se traži da plati iskupljenje (kefara) zato što ih nije obavio. Za sve vreme hadžiluka, hodočasnik mora da izbegava da misli na bilo šta drugo osim na Boga i na obrede hodočašća. To je zato što obilaženje Kabe, poput kanonske molitve, predstavlja simbol stupanja hodočasnika u prisustvo božanstva. Za Božju Kuću (Bejtulah), koju hodočasnici posećuju u Meki, mnogi muslimani veruju da odgovara kosmičkoj Božjoj Kući na sedmom nebu u kojoj se nalazi božanski presto oko koga kruže anđeli i svi praoblici stvaranja.
Hodočašće u sveta mesta bilo je prastari semitski običaj. Odjeci o njemu održali su se u Starom Zavetu. U početku to je mogao biti kult Sunca, čije su ceremonije padale u vreme jesenje ravnodnevnice i činile neku vrstu oproštaja s okrutnim gospodarenjem palećeg Sunca i odavanja dobrodošlice gromovniku plodnosti Quzah. U predislamsko doba u Severnoj Arabiji, posle godišnjih vašara, sledilo je hodočašće do Kabe i Arafata. Sedme godine Muhamed je prihvatio i islamizirao prastare hodočasničke obrede koncentrisavši ih u Kabi. U ovim obredima islam se najviše okoristio ostavštinom nasleđenom od predislamske Arabije.
Neprekidno polagano kretanje hodočasnika preko centralne Afrike, od Senegala, Liberije, Nigerije, uvek je u pokretu prema Istoku, i stalno brojčano raste kako se napred kreće. Neki idu pešice, drugi na kamilama. Većina njih su muškarci ali ima i žena i dece. Oni trguju, prose, oni određuju svoj put u časnu Meku (al-Mukarrama) i presvetli grad (al-Medina al-Munawwara). Mnogi padaju na putu i smatraju se mučenicima; oni koji prežive na kraju okrenu se nekoj zapadnoj luci Crvenog mora, odakle ih transportuju na drugu stranu specijalnim brodovima. Četiri veća karavana su ipak iz Jemena, Iraka, Sirije i Egipta. Svaka od ovih zemalja je svake godine na čelu karavana slala mahmil kao simbol svoje veličine. Mahmil je raskošno ukrašena nosiljka, nosi je kamila koja se ne jaše nego vodi. Još od trinaestog stoleća ove mahmile šalju muslimanske poglavice, željni da pokažu svoju samostalnost i da dokažu svoja prava na zaštitu svetih mesta. Savremena predaja smatra da je sredinom trinaestog veka ideja o mahmilu potekla od Šadžaradur (Šaǧar-al-Durr), žene jednog od poslednjih ajubidskih sultana. Međutim, nekoliko ranih dela pripisuju ovaj običaj umajadskom vicekralju Iraka, čuvenom al-Hadžadžu (al-Haǧǧaǧ). Bez obzira koja je od ove dve priče tačna, potpuno je sigurno da je Mameluk Bajbars, koji je slavio taj događaj sa naročitim svečanostima, ovaj običaj postavio na čvrste temelje. Poslednjih godina sirijski i egipatski karavani ističu se svojom veličanstvenošću i sjajem. Prosečan broj hadžija između dva svetska rata godišnje je iznosio oko 172 000. Službene statistike za 1958.god. tvrde da je te godine broj iznosio 620 280 ljudi. Godine 1959. broj hodočasnika se popeo na jedan milion. Egipat i Pakistan su poslali najveći broj hodočasnika. U eri hodočašća Hidžaz je dobijao glavne izvore svojih prihoda sve do otkrića naftonosnih izvora.
Kroz vekove je ova institucija služila kao jedan jači faktor objedinjavanja u islamu i kao najefikasnija zajednička veza među raznovrsnim vernicima. Ona je prisiljavala skoro svakog sposobnog muslimana da jednom u životu preduzme taj put. Uticaj zbližavanja ovakvih skupova vernika sa sve četiri strane sveta, teško se da preceniti. On je davao priliku crncima, Berberima, Kinezima, Persijancima, Sirijcima, Turcima i Arapima – siromašnim i bogatim, visokim i niskim – da se zbratime i nađu na zajedničkim verskim osnovama. Od svih svetskih vera, izgleda, islam je u najvećoj meri uspeo da poruši barijere rase, boje kože i nacionalnosti – u najmanju ruku unutar granica svoje zajednice.
Granica je povučena samo između vernika i ostalog čovečanstva. Ovi hodočasnički skupovi su, bez sumnje, doprineli svoj udeo u ostvarenju ovog rezultata. Dalje, oni su pružali izvanredne prilike za propagiranje sektaških ideja među narodima koji dolaze iz zemalja koje nisu zajedno povezane modernim sredstvima komunikacija i gde još glas štampe nije živi glas. Takav pokret kao što je, npr. Sanusi u severnoj Africi, odavde vuče svoje poreklo i za svoje brzo rasprostranjenje treba da zahvali međusobnim razgovorima vođenim u Meki.

## Literatura
- Nigosian, S. A. (2004). Islam: Its History, Teaching, and Practices. Indiana: Indiana University Press. стр. 110. ISBN 978-0-253-21627-4.
- Long, Matthew (2011). Islamic Beliefs, Practices, and Cultures. Marshall Cavendish Corporation. стр. 86. ISBN 978-0-7614-7926-0. Приступљено 31. 8. 2015.